# FictionJunction
FictionJunction（フィクションジャンクション）は、梶浦由記によるソロプロジェクト上のコードネーム・総称である。所属事務所はスペースクラフトプロデュースを経て、現在は個人事務所となるFictionJunction Musicに所属。またレーベルは、FlyingDogを経て、SACRA MUSICに所属。

## 概要
FictionJunctionは、アニメの主題歌や劇伴を中心に手掛ける音楽プロデューサーの梶浦由記が、主に日本語ボーカルの楽曲を発表する際のソロ・プロジェクトである。全楽曲の作詞・作曲・編曲、及びピアノ・キーボード・コーラスは梶浦自身が担当し、ボーカルには楽曲ごとに異なる複数の女性ボーカリストを起用する。FictionJunctionはあくまでも梶浦のソロプロジェクトであるため、レコーディングやライブに参加しているボーカルやミュージシャンはFictionJunctionの正式な固定メンバーではない。

## 略歴

### 「FictionJunction」名義統一前（2003年 - 2009年）
プロジェクトの始動は2003年、ボーカルに南里侑香を迎えた「FictionJunction YUUKA」である。(詳細は、同項を参照のこと。)当初のユニット名は、「FictionJunction featuring YUUKA」であったが、2004年に1stシングル「瞳の欠片」をリリースするのとともに、「FictionJunction YUUKA」に変更となった。「FictionJunction」は、梶浦自身が"Fiction"(創作)し、楽曲ごとにボーカリストらと"Junction"(交差・接合)して新たなものを送り出すというコンセプトから命名されたという。
2005年には、梶浦が音楽を担当したNHKのテレビアニメーション「ツバサ・クロニクル」の挿入歌を歌うにあたって、新たにKAORIとKEIKOがボーカリストに起用され、それぞれ「FictionJunction KAORI」と「FictionJunction KEIKO」として楽曲を発表する。更に、同年には梶浦が音楽を担当したテレビアニメ「エレメンタルジェレイド」の挿入歌を歌うにあたって、新たにASUKAが、翌年には、OVA「北斗の拳～ユリア伝～」の挿入歌を歌うにあたって、WAKANAがボーカリストに起用され、それぞれ「FictionJunction ASUKA」、「FictionJunction WAKANA」として楽曲が発表された。
2008年にはFictionJunctionにボーカルとして参加していたKEIKOとWAKANAがアニメーション映画『空の境界』の主題歌プロジェクトに参加。当初はメンバーが非公表であったが、4月29日に開催されたライブにて参加メンバーを公表し、ユニット名は『Kalafina』であることが明らかとなった。

### 「FictionJunction」名義統一から梶浦のスペースクラフト退社（2009年 - 2018年）
2009年に、それまでは「FictionJunction ○○」（○○には、ゲストボーカルの名前が入る）として楽曲を発表していたものが「FictionJunction」名義に統一される。以後、ゲストボーカルが固定されないプロジェクトとしてFlying Dogより楽曲のリリースが行われる。同時に梶浦とその関連ボーカリストの公式ファンクラブ「FictionJunction CLUB」が設立された。但し、南里侑香は、FictionJunction名義の楽曲参加だけでなく、FictionJunction YUUKA名義としても活動を継続している。
「FictionJunction」名義統一後、2016年頃までは梶浦本人とボーカルのKAORI、KEIKO、WAKANA、YURIKO KAIDAを中心に、テレビアニメのタイアップ曲を含むシングルやアルバムをリリース。ライブ活動にも注力し、ライブアルバムもリリースされた。
2018年2月、梶浦がスペースクラフト・プロデュースを退社。後の5月に｢FictionJunction CLUB｣は閉鎖された。

### FictionJunction Music時代（2018年 - ）
2018年6月に梶浦は個人事務所「FictionJunction Music」を設立。後の10月より新たなファンクラブサイト｢FictionJunction Station｣が運営開始。なお、2018年以後のライブではWAKANAに代わりJoelleがライブにレギュラー参加している。また、2019年にLiSAがボーカルとして参加した「from the edge」をFictionJunction feat.LiSA名義でリリースして以降、再び「FictionJunction ○○」（○○には、ゲストボーカルの名前が入る）として楽曲がリリースされる場合があり、同楽曲以降はSACRA MUSICから楽曲のリリースが行われるケースが増えている。
2021年12月、翌年のアルバムリリースと同アルバムに参加するボーカリストの選考オーディションを開催することを発表。2022年7月、オーディション合格者のritoとLINO LEIAが2023年リリースのアルバムに参加することが発表された。

## 特徴
- これまでにテレビアニメ、ゲームなどを中心にタイアップ曲を発表している。
- FictionJunctionとして発表したオリジナル曲だけでなく、梶浦が過去に提供したアニメの主題歌や、サウンドトラック曲のセルフカバーも存在する。
- 全ての楽曲において、作詞、作曲、編曲は梶浦が担当するが、その他のアーティストは、一切固定されていない。
- 日本語詞の曲のみならず、外国語や、通称「梶浦語」と言われる意味を持たない造語での歌唱曲もある。また、日本語詞の曲の中でも前奏や間奏の部分に造語コーラスが存在することも多い。また、この造語コーラスは公式に発表されないことも多い。
- レコーディングではボーカルのパートに多重録音が使われたり、楽器の編成が複雑な場合もあるため、レコーディングとライブでは、参加ボーカルやバンド編成が異なる曲もある。
- ライブでは、レコーディング参加メンバーだけでなく、梶浦のサウンドトラックに参加経験のある人物がゲスト出演することも多い。
- 梶浦がプロデュースを手掛け、2019年に解散したKalafinaの楽曲のセルフカバーが2021年以降のライブでは披露されるようになった。

## 主な参加アーティスト
| 氏名                               | 担当楽器        | 参加期間                         | 備考 |
| ---------------------------------- | --------------- | -------------------------------- | --- |
| 梶浦由記                           | Keyboard/Chorus | 2003-現在                        | 楽曲の作詞、作曲、編曲も担当。 |
| レギュラーボーカル・コーラス       |                 |                                  | |
| YURIKO KAIDA                       | Vocal/Chorus    | 2003-現在                        | 2003年からレコーディング、ライブにレギュラー参加している。梶浦の劇伴作品のコーラスに多数参加し、梶浦プロデュースのボーカルユニットKalafinaでは、複数の曲においてバックコーラスも担当していた。                                                                                   |
| KAORI                              | Vocal/Chorus    | 2005-現在                        | 2005年「FictionJunction KAORI」として初参加。2008年からはレコーディング、ライブにレギュラー参加している。 |
| KEIKO                              | Vocal/Chorus    | 2005-2015, 2019-2024             | 2005年「FictionJunction KEIKO」として初参加。2008年から2015年まで、及び2019年から2024年まではレコーディング、ライブにレギュラー参加していた。2008年から2019年まで梶浦プロデュースのボーカルユニットKalafinaのメンバーであった。                                                  |
| Joelle                             | Vocal/Chorus    | 2018-現在                        | 2018年以降、WAKANAに代わりライブにレギュラー参加。2023年以降は楽曲リリースにもレギュラー参加している。 |
| WAKANA                             | Vocal/Chorus    | 2006-2016                        | 2006年「FictionJunction WAKANA」として初参加。2008年から2016年まではレコーディング、ライブにレギュラー参加していた。2008年から2019年まで梶浦プロデュースのボーカルユニットKalafinaのメンバーであった。                                                                           |
| 準レギュラーボーカル・コーラス     |                 |                                  | |
| rito                               | Vocal/Chorus    | 2022-2024年                      | 2022年に行われたFictionJunctionボーカリストオーディションの合格者。2022年から2024年まで楽曲リリースやライブツアーに参加していた。 |
| LINO LEIA                          | Vocal/Chorus    | 2022-現在                        | 2022年に行われたFictionJunctionボーカリストオーディションの合格者。2022年以降、楽曲リリースやライブツアーに参加している。 |
| 別名義ボーカル                     |                 |                                  | |
| 南里侑香 (FictionJunction YUUKA)   | Vocal           | 2003-2009, 2013, 2014, 2019      | 2003年「FictionJunction YUUKA」でデビュー。 |
| 加藤あすか (FictionJunction Asuka) | Vocal           | 2005-現在 (不定期)               | 2005年「FictionJunction ASUKA」として参加。加藤あすかは、シンガーソングライター結城アイラの本名。 |
| ゲストボーカル・コーラス           |                 |                                  | |
| Hikaru                             | Vocal/Chorus    | 2009, 2013, 2014, 2021-2024      | 2008年から2019年まで梶浦プロデュースのボーカルユニットKalafinaのメンバーであった。2009年、2014年のライブには「FictionJunction YUUKA」の楽曲のコーラスとして参加。2013年、及び2021年以降のライブにも参加。                                                                        |
| Aimer                              | Vocal/Chorus    | 2019, 2021-現在                  | 梶浦がAimerに楽曲提供を行った縁で2019年以降ライブや楽曲リリースに参加。 |
| ASCA                               | Vocal/Chorus    | 2019, 2022-現在                  | 梶浦がASCAに楽曲提供を行った縁で2019年以降ライブや楽曲リリースに参加。FictionJunction feat.藍井エイル & ASCA & ReoNa として｢蒼穹のファンファーレ｣を歌唱。 |
| JUNNA                              | Vocal/Chorus    | 2022-現在                        | 梶浦がJUNNAに楽曲提供を行った縁で2022年以降ライブに参加。 |
| 鈴木瑛美子                         | Vocal/Chorus    | 2025                             | 2025年、レコーディングとライブツアーに初参加。 |
| LiSA                               | Vocal/Chorus    | 2019                             | FictionJunction feat.LiSA として｢from the edge｣を歌唱。 |
| shuri                              | Vocal/Chorus    | 2021                             | FictionJunction feat.shuri として｢fairy game｣を歌唱。 |
| 藍井エイル                         | Vocal/Chorus    | 2022                             | FictionJunction feat.藍井エイル & ASCA & ReoNa として｢蒼穹のファンファーレ｣を歌唱。 |
| ReoNa                              | Vocal/Chorus    | 2022                             | FictionJunction feat.藍井エイル & ASCA & ReoNa として｢蒼穹のファンファーレ｣を歌唱。 |
| Revo                               | Vocal/Chorus    | 2008, 2018, 2023                 | 2008年に梶浦とのコラボ楽曲を発表。2018年、2023年のライブに参加。 |
| KOKIA                              | Vocal/Chorus    | 2023-現在                        | 2023年にFictionJunction feat.KOKIAとして「風よ、吹け」を歌唱。2023年のライブにも参加。 |
| 仁科かおり                         | Vocal/Chorus    | 2004                             | ライブツアー、梶浦のサウンドトラック曲に参加経験あり。 |
| 伊東恵里                           | Vocal/Chorus    | 2012-現在 (不定期)               | ライブツアー、梶浦のサウンドトラック曲に参加経験あり。 |
| 笠原由里                           | Vocal/Chorus    | 2012-現在 (不定期)               | ライブツアー、梶浦のサウンドトラック曲に参加経験あり。 |
| 戸丸華江                           | Vocal/Chorus    | 2012-現在 (不定期)               | ライブツアー、梶浦のサウンドトラック曲に参加経験あり。 |
| REMI                               | Vocal/Chorus    | 2015-現在 (不定期)               | ライブツアー、梶浦のサウンドトラック曲に参加経験あり。 |
| Shaylee                            | Vocal/Chorus    | 2021                             | ライブツアー、梶浦のサウンドトラック曲に参加経験あり。 |
| 歌人三昧サマディ                   | Vocal/Chorus    | 2024-現在                        | 2024年より主にサウンドトラック曲を演奏するライブに参加。 |
| フロントバンドメンバー             |                 |                                  | |
| 是永巧一                           | Guitars         | 2007-現在                        | 代表的なサポートミュージシャン。FictionJunction名義のCDや梶浦由記のCD、LIVE、サウンドトラック曲に参加経験あり。 通常「バックバンド」と呼ばれるが、梶浦によるライブにおいては「楽器を奏でる演奏者も一人一人がライブの主役である」という主旨から「フロントバンド」と呼称している。 |
| 高橋"Jr."知治                      | Bass            | 2007-現在                        | 代表的なサポートミュージシャン。FictionJunction名義のCDや梶浦由記のCD、LIVE、サウンドトラック曲に参加経験あり。 通常「バックバンド」と呼ばれるが、梶浦によるライブにおいては「楽器を奏でる演奏者も一人一人がライブの主役である」という主旨から「フロントバンド」と呼称している。 |
| 佐藤強一                           | Drums           | 2009-現在                        | 代表的なサポートミュージシャン。FictionJunction名義のCDや梶浦由記のCD、LIVE、サウンドトラック曲に参加経験あり。 通常「バックバンド」と呼ばれるが、梶浦によるライブにおいては「楽器を奏でる演奏者も一人一人がライブの主役である」という主旨から「フロントバンド」と呼称している。 |
| 野崎真助                           | Drums           | 2007-2008, 2009                  | 代表的なサポートミュージシャン。FictionJunction名義のCDや梶浦由記のCD、LIVE、サウンドトラック曲に参加経験あり。 通常「バックバンド」と呼ばれるが、梶浦によるライブにおいては「楽器を奏でる演奏者も一人一人がライブの主役である」という主旨から「フロントバンド」と呼称している。 |
| 大平佳男                           | Manipurator     | 2008-現在                        | 代表的なサポートミュージシャン。FictionJunction名義のCDや梶浦由記のCD、LIVE、サウンドトラック曲に参加経験あり。 通常「バックバンド」と呼ばれるが、梶浦によるライブにおいては「楽器を奏でる演奏者も一人一人がライブの主役である」という主旨から「フロントバンド」と呼称している。 |
| 今野均                             | Violin/Strings  | 2004, 2008-現在                  | 代表的なサポートミュージシャン。FictionJunction名義のCDや梶浦由記のCD、LIVE、サウンドトラック曲に参加経験あり。 通常「バックバンド」と呼ばれるが、梶浦によるライブにおいては「楽器を奏でる演奏者も一人一人がライブの主役である」という主旨から「フロントバンド」と呼称している。 |
| 藤堂昌彦                           | Violin          | 2007-2008, 2011,2012, 2015, 2016 | 代表的なサポートミュージシャン。FictionJunction名義のCDや梶浦由記のCD、LIVE、サウンドトラック曲に参加経験あり。 通常「バックバンド」と呼ばれるが、梶浦によるライブにおいては「楽器を奏でる演奏者も一人一人がライブの主役である」という主旨から「フロントバンド」と呼称している。 |
| 城元絢花                           | Violin          | 2018, 2019                       | 代表的なサポートミュージシャン。FictionJunction名義のCDや梶浦由記のCD、LIVE、サウンドトラック曲に参加経験あり。 通常「バックバンド」と呼ばれるが、梶浦によるライブにおいては「楽器を奏でる演奏者も一人一人がライブの主役である」という主旨から「フロントバンド」と呼称している。 |
| 森本安弘                           | Violin          | 2021                             | 代表的なサポートミュージシャン。FictionJunction名義のCDや梶浦由記のCD、LIVE、サウンドトラック曲に参加経験あり。 通常「バックバンド」と呼ばれるが、梶浦によるライブにおいては「楽器を奏でる演奏者も一人一人がライブの主役である」という主旨から「フロントバンド」と呼称している。 |
| 生野正樹                           | Viola           | 2015, 2016                       | 代表的なサポートミュージシャン。FictionJunction名義のCDや梶浦由記のCD、LIVE、サウンドトラック曲に参加経験あり。 通常「バックバンド」と呼ばれるが、梶浦によるライブにおいては「楽器を奏でる演奏者も一人一人がライブの主役である」という主旨から「フロントバンド」と呼称している。 |
| 西方正輝                           | Cello           | 2015, 2016                       | 代表的なサポートミュージシャン。FictionJunction名義のCDや梶浦由記のCD、LIVE、サウンドトラック曲に参加経験あり。 通常「バックバンド」と呼ばれるが、梶浦によるライブにおいては「楽器を奏でる演奏者も一人一人がライブの主役である」という主旨から「フロントバンド」と呼称している。 |
| 赤木りえ                           | Flute           | 2011-現在 (不定期)               | 代表的なサポートミュージシャン。FictionJunction名義のCDや梶浦由記のCD、LIVE、サウンドトラック曲に参加経験あり。 通常「バックバンド」と呼ばれるが、梶浦によるライブにおいては「楽器を奏でる演奏者も一人一人がライブの主役である」という主旨から「フロントバンド」と呼称している。 |
| 中原直生                           | Uilleann Pipes  | 2015, 2019, 2021 , 2023 , 2025   | 代表的なサポートミュージシャン。FictionJunction名義のCDや梶浦由記のCD、LIVE、サウンドトラック曲に参加経験あり。 通常「バックバンド」と呼ばれるが、梶浦によるライブにおいては「楽器を奏でる演奏者も一人一人がライブの主役である」という主旨から「フロントバンド」と呼称している。 |
| 中島オバヲ                         | Percussion      | 2015, 2016, 2019-現在            | 代表的なサポートミュージシャン。FictionJunction名義のCDや梶浦由記のCD、LIVE、サウンドトラック曲に参加経験あり。 通常「バックバンド」と呼ばれるが、梶浦によるライブにおいては「楽器を奏でる演奏者も一人一人がライブの主役である」という主旨から「フロントバンド」と呼称している。 |
| 岡本彬                             | Horn            | 2016                             | 代表的なサポートミュージシャン。FictionJunction名義のCDや梶浦由記のCD、LIVE、サウンドトラック曲に参加経験あり。 通常「バックバンド」と呼ばれるが、梶浦によるライブにおいては「楽器を奏でる演奏者も一人一人がライブの主役である」という主旨から「フロントバンド」と呼称している。 |
| 丹波裕樹                           | Horn            | 2016                             | 代表的なサポートミュージシャン。FictionJunction名義のCDや梶浦由記のCD、LIVE、サウンドトラック曲に参加経験あり。 通常「バックバンド」と呼ばれるが、梶浦によるライブにおいては「楽器を奏でる演奏者も一人一人がライブの主役である」という主旨から「フロントバンド」と呼称している。 |
| 櫻田泰啓                           | Piano/Keyboard  | 2013, 2019, 2021                 | 代表的なサポートミュージシャン。FictionJunction名義のCDや梶浦由記のCD、LIVE、サウンドトラック曲に参加経験あり。 通常「バックバンド」と呼ばれるが、梶浦によるライブにおいては「楽器を奏でる演奏者も一人一人がライブの主役である」という主旨から「フロントバンド」と呼称している。 |
| 佐藤芳明                           | Accordion       | 2013, 2015, 2019, 2021 , 2023    | 代表的なサポートミュージシャン。FictionJunction名義のCDや梶浦由記のCD、LIVE、サウンドトラック曲に参加経験あり。 通常「バックバンド」と呼ばれるが、梶浦によるライブにおいては「楽器を奏でる演奏者も一人一人がライブの主役である」という主旨から「フロントバンド」と呼称している。 |
| かとうかなこ                       | Accordion       | 2012, 2014                       | 代表的なサポートミュージシャン。FictionJunction名義のCDや梶浦由記のCD、LIVE、サウンドトラック曲に参加経験あり。 通常「バックバンド」と呼ばれるが、梶浦によるライブにおいては「楽器を奏でる演奏者も一人一人がライブの主役である」という主旨から「フロントバンド」と呼称している。 |

## 作品
FictionJunction YUUKA名義のものは当該ページを参照。

### シングル
| 発売日         | タイトル                   | カップリング                                                           | 形態           | 規格品番   | オリコン 最高位 | 収録アルバム      | 備考                                                                        |
| -------------- | -------------------------- | ---------------------------------------------------------------------- | -------------- | ---------- | --------------- | ----------------- | --------------------------------------------------------------------------- |
| 2005年7月21日  | Everlasting Song           | Everlasting Song - Ballad Edition Everlasting Song - Harmonica Edition | シングルCD     | VICL-35865 | 27位            | Everlasting Songs | 「FictionJunction ASUKA」名義                                               |
| 2008年6月18日  | Dream Port (砂塵の彼方へ…) | Sand Dream                                                             | シングルCD+DVD | KIZM-15-6  | 10位            | アルバム未収録    | 「Revo＆梶浦由記」名義                                                      |
| 2009年4月29日  | Parallel Hearts            | ひとみのちから                                                         | シングルCD     | VTCL-35065 | 20位            | Elemental         | 「FictionJunction」名義に統一してリリースした初めてのシングル               |
| 2010年1月27日  | 時の向こう 幻の空          | 野原                                                                   | シングルCD     | VTCL-35083 | 19位            | Elemental         | 「FictionJunction」名義                                                     |
| 2011年8月3日   | stone cold                 | ひとりごと                                                             | シングルCD     | VTCL-35114 | 16位            | Elemental         | 「FictionJunction」名義                                                     |
| 2012年3月16日  | Sing a Song/Silent Moon    | Sing a Song/Silent Moon                                                | シングルCD     | FJCS-0101  | -               | アルバム未収録    | 「FictionJunction」名義、ファンクラブ限定発売シングル                       |
| 2012年8月29日  | Distance                   | Eternal Blue                                                           | シングルCD     | VTCL-35137 | 27位            | Elemental         | 「FictionJunction」名義                                                     |
| 2019年6月30日  | from the edge (TV Ver.)    | -                                                                      | 配信シングル   | -          | 16位            | Parade            | 「FictionJunction feat.LiSA」名義、SACRA MUSICより配信                      |
| 2019年9月1日   | from the edge              | -                                                                      | 配信シングル   | -          | 16位            | Parade            | 「FictionJunction feat.LiSA」名義、SACRA MUSICより配信                      |
| 2022年10月28日 | 蒼穹のファンファーレ       | -                                                                      | 配信シングル   | -          | 17位            | Parade            | 「FictionJunction feat.藍井エイル & ASCA & ReoNa」名義、SACRA MUSICより配信 |
| 2025年5月2日   | lighthouse                 | -                                                                      | 配信シングル   | -          |                 | アルバム未収録    | 「FictionJunction feat.LINO LEIA」名義、アニプレックスより配信              |
| 2025年7月26日  | black rose                 | -                                                                      | 配信シングル   | -          |                 | アルバム未収録    | 「FictionJunction feat.EMIKO」名義                                          |

#### 未発売曲
- fairy game (FictionJunction feat.shuri名義、劇場版アニメ「プリンセス・プリンシパル Crown Handler 第2章」挿入歌)

### アルバム
|                  | 発売日           | タイトル                                                           | 規格品番                                    | 最高位           |
| スタジオアルバム | スタジオアルバム | スタジオアルバム                                                   | スタジオアルバム                            | スタジオアルバム |
| ---------------- | ---------------- | ------------------------------------------------------------------ | ------------------------------------------- | ---------------- |
| 1st              | 2009年2月25日    | Everlasting Songs                                                  | VTCL-60106                                  | 27位             |
| 2nd              | 2014年1月22日    | elemental                                                          | VTCL-60361                                  | 12位             |
| 3rd              | 2023年4月19日    | PARADE                                                             | VVCL-2147（初回限定盤） VVCL-2149（通常盤） | 7位              |
| ライブアルバム   |                  |                                                                    |                                             |                  |
| LIVE             | 2010年5月12日    | FictionJunction 2008-2010 The BEST of Yuki Kajiura LIVE            | VTCL-60201/2                                | 23位             |
| LIVE             | 2015年6月3日     | FictionJunction 2010-2013 The BEST of Yuki Kajiura LIVE 2          | VTCL-60397/9                                | 21位             |
| LIVE             | 2020年6月10日    | Yuki Kajiura LIVE vol.#15 “Soundtrack Special at the Amphitheater” | VTCL-60527/8                                |                  |

### 映像作品
| 発売日         | タイトル                                                                                            | レーベル              | 形態        | 備考                                                                                |
| -------------- | --------------------------------------------------------------------------------------------------- | --------------------- | ----------- | ----------------------------------------------------------------------------------- |
| 2008年12月24日 | Yuki Kajiura LIVE 2008.07.31                                                                        | JVCエンターテイメント | DVD         | 梶浦由記名義                                                                        |
| 2009年12月23日 | FictionJunction〜Yuki Kajiura LIVE vol.#4 PART II～ Everlasting Songs Tour 2009～                   | Flying Dog            | DVD         |                                                                                     |
| 2010年2月24日  | Animelo Summer Live 2009 RE:BRIDGE 8.23                                                             | Flying Dog            | Blu-ray/DVD | 『Parallel Hearts』、『暁の車』、『Nowhere』で参加                                  |
| 2013年2月20日  | Yuki Kajiura LIVE vol.#9 “渋公Special”                                                              | Flying Dog            | Blu-ray/DVD |                                                                                     |
| 2013年5月8日   | FictionJunction+FictionJunction YUUKA Yuki Kajiura LIVE vol.#4 PART 1&2 Everlasting Songs Tour 2009 | Flying Dog            | Blu-ray     | 既発2作品を1パッケージにしてBlu-ray化再発売                                         |
| 2014年9月24日  | Yuki Kajiura LIVE vol.#11 elemental Tour 2014.4.20@NHK Hall + Making of elemental Tour 2014         | Flying Dog            | Blu-ray     |                                                                                     |
| 2020年3月27日  | プリンセス・プリンシパル THE LIVE Yuki Kajiura×Void_Chords                                          | バンダイナムコアーツ  | Blu-ray     | 梶浦由記パートで参加                                                                |
| 2023年4月19日  | Yuki Kajiura LIVE vol.#16～Sing a Song Tour～                                                       | SACRA MUSIC           | Blu-ray     | 『PARADE』初回限定盤ボーナスディスク                                                |
| 2023年7月7日   | ソードアート・オンライン -フルダイブ-                                                               | アニプレックス        | Blu-ray/DVD | 梶浦由記パートで参加                                                                |
| 2023年12月6日  | Yuki Kajiura LIVE 番外編～STUDIO配信LIVE vol.#1 reprise！                                           | Flying Dog            | Blu-ray     | 『30th Anniversary Early BEST Collection for Soundtrack』初回限定版ボーナスディスク |
| 2024年5月29日  | 30th Anniversary Yuki Kajiura LIVE vol.#19~Kaji Fes.2023~                                           | SACRA MUSIC           | Blu-ray     | DAY1(通常盤)、DAY2(通常盤)、DAY1&DAY2(完全生産限定盤)の3形態で発売                  |

### コンピレーション
| 発売日         | タイトル                             | ボーカル        | アルバム                                                               | レーベル                   | 備考                                                 |
| -------------- | ------------------------------------ | --------------- | ---------------------------------------------------------------------- | -------------------------- | ---------------------------------------------------- |
| 2005年7月6日   | tsubasa                              | KAORI           | 「ツバサ・クロニクル」オリジナルサウンドトラック Future Soundscape I   | ビクターエンタテインメント | テレビアニメ『ツバサ・クロニクル』挿入歌             |
| 2005年9月22日  | 風の街へ                             | KEIKO           | 「ツバサ・クロニクル」オリジナルサウンドトラック Future Soundscape II  | ビクターエンタテインメント | テレビアニメ『ツバサ・クロニクル』挿入歌             |
| 2006年7月5日   | dream scape                          | KAORI           | 「ツバサ・クロニクル」オリジナルサウンドトラック Future Soundscape III | ビクターエンタテインメント | テレビアニメ『ツバサ・クロニクル』挿入歌             |
| 2006年11月20日 | tsubasa                              | KAORI           | 「ツバサ・クロニクル」 ベスト・ヴォーカル・コレクション                | ビクターエンタテインメント | テレビアニメ『ツバサ・クロニクル』挿入歌             |
| 2006年11月20日 | 風の街へ                             | KEIKO           | 「ツバサ・クロニクル」 ベスト・ヴォーカル・コレクション                | ビクターエンタテインメント | テレビアニメ『ツバサ・クロニクル』挿入歌             |
| 2006年11月20日 | dream scape                          | KAORI           | 「ツバサ・クロニクル」 ベスト・ヴォーカル・コレクション                | ビクターエンタテインメント | テレビアニメ『ツバサ・クロニクル』挿入歌             |
| 2007年2月27日  | 光の行方                             | WAKANA          | 真救世主伝説 北斗の拳 ラオウ伝 オリジナルサウンドトラック              | ユニバーサルミュージック   | OVA『真救世主伝説 北斗の拳 ユリア伝』挿入歌          |
| 2007年2月27日  | Where the Lights Are (Japanese Ver.) | WAKANA          | 真救世主伝説 北斗の拳 ラオウ伝 オリジナルサウンドトラック              | ユニバーサルミュージック   | OVA『真救世主伝説 北斗の拳 ラオウ伝 殉愛の章』挿入歌 |
| 2011年2月23日  | Gatherway                            | FictionJunction | 勇者シリーズ20周年記念企画 HARVEST                                     | ビクターエンタテインメント |                                                      |
| 2023年12月6日  | 風よ、吹け                           | KOKIA           | The works for SoundtrackⅡ                                              | SACRA MUSIC                | 『風よ あらしよ 劇場版』のエンディングテーマ         |

## タイアップ
| 曲                   | タイアップ                                                                     |
| -------------------- | ------------------------------------------------------------------------------ |
| Parallel Hearts      | テレビアニメ『PandoraHearts』オープニングテーマ                                |
| 時の向こう幻の空     | テレビアニメ『おおかみかくし』オープニングテーマ                               |
| stone cold           | テレビアニメ『セイクリッドセブン』オープニングテーマ                           |
| Distance             | テレビアニメ『機動戦士ガンダムSEED HDリマスター』エンディングテーマ            |
| eternal blue         | PlayStation Portable『戦律のストラタス』オープニングテーマ                     |
| from the edge        | テレビアニメ『鬼滅の刃』エンディングテーマ                                     |
| fairy game           | 劇場版アニメ『プリンセス・プリンシパル Crown Handler 第2章』エンディングテーマ |
| 蒼穹のファンファーレ | アニメ『ソードアート・オンライン』10周年テーマソング                           |
| 風よ、吹け           | 『風よ あらしよ 劇場版』エンディングテーマ                                     |
| lighthouse           | ゲーム『魔法少女まどか☆マギカ Magia Exedra』オープニングテーマ                 |

## ライブ
プロジェクト始動から現在に至るまで、「FictionJunction」名義での単独ライブは行われていないが、「Yuki Kajiura LIVE」名義として梶浦由記が主催するライブが実質的にFictionJunctionのライブにもなっている。「Yuki Kajiura LIVE」ではFictionJunctionのオリジナル曲だけでなく、梶浦が音楽を担当したアニメのサウンドトラック曲や、主題歌等のカバーが披露されることもある。同ライブには、日本語詞での歌唱曲のみが披露される「日本語オンリー」、日本語詞以外の言語(造語を含む)での歌唱曲のみが披露される「日本語封印」、サウンドトラック曲(造語などのコーラスも含む)のみが披露される「サウンドトラック」等もある。

### 単独ライブ
| 年   | タイトル                                                                                | 会場 | 参加メンバー |
| ---- | --------------------------------------------------------------------------------------- | --- | --- |
| 2007 | FictionJunction Yuuka Premium Live 2007                                                 | 2/8 BIG CAT 2/15 Shibuya O-East | 梶浦由記 Vocal:YUUKA Guitar:是永巧一, Bass:高橋“Jr”知治, Drums:野崎真助, Violin:藤堂昌彦 |
| 2008 | Yuki Kajiura LIVE Vol.#1                                                                | 4/5 渋谷O-WEST | 梶浦由記 Vocal:KAORI/KEIKO/WAKANA/YURIKO KAIDA Guitar:是永巧一, Bass:高橋“Jr”知治, Drums:野崎真助, Violin:藤堂昌彦, Manipulator:大平佳男 |
| 2008 | Yuki Kajiura LIVE Vol.#2                                                                | 7/31 渋谷O-EAST | 梶浦由記 Vocal:KAORI/KEIKO/WAKANA/YURIKO KAIDA Guest Vocal：伊東恵里 Guitar:是永巧一, Bass:高橋“Jr”知治, Drums:野崎真助, Violin:今野均, Manipulator:大平佳男 Opening Act:Kalafina |
| 2008 | Yuki Kajiura LIVE Vol.#3 ～1st DVD発売スペシャルLIVE～                                  | 12/27 横浜BLITZ | 梶浦由記 Vocal:KAORI/KEIKO/WAKANA/YURIKO KAIDA Guitr:是永巧一, Bass:高橋“Jr”知治, Drums:佐藤強一, Violin:今野均, Manipulator:大平佳男 Opening Act:Kalafina |
| 2009 | FictionJunction Yuki Kajiura LIVE Vol.#4～Everlasting Songs Tour 2009～                 | 7/8 名古屋ボトムライン 7/9 大阪BIGCAT 7/12 JCB HALL | 梶浦由記 １部:FictionJunction YUUKA ２部:FictionJunction (Vocal:KAORI/KEIKO/WAKANA/YURIKO KAIDA) Guitar:是永巧一, Bass:高橋“Jr”知治, Drums:野崎真助,Violin:今野均, Manipulator:大平佳男,Chorus:HIKARU |
| 2010 | Yuki Kajiura LIVE Vol.#5～日本語封印スペシャルLIVE～                                    | 1/9 横浜BLITZ 1/12 なんばHatch | 梶浦由記 Vocal:KAORI/KEIKO/WAKANA/YURIKO KAIDA Guitar:是永巧一, Bass:高橋“Jr"知治, Drums:佐藤強一, Violin:今野均, Manipulator:大平佳男 |
| 2010 | “Kajiura Produce 3rd Anniversary LIVE TOUR ～FictionJunction/Yuki Kajiura LIVE vol.#6～ | 5/16 なんばHatch 5/23 Zepp仙台 5/30 横浜BLITZ 6/6 名古屋ダイアモンドホール 6/13 JCB HALL | 梶浦由記 Vocal:KAORI/KEIKO/WAKANA/YURIKO KAIDA…etc Guitar:是永巧一, Bass:高橋“Jr”知治, Drums:佐藤強一, Violin:今野均, Manipurator:大平佳男 |
| 2011 | Yuki Kajiura LIVE Vol.#7 “FICTION”                                                      | 6/29 NHKホール 7/10 横浜BLITZ | 梶浦由記 Vocal:KAORI/KEIKO/WAKANA/YURIKO KAIDA Guitar:是永巧一, Bass:高橋“Jr”知治, Drums:佐藤強一,Violin:NHKホール 今野均、横浜Blitz 藤堂昌彦, Manipurator:大平佳男 Guest Musician:Flute:赤木りえ" |
| 2012 | Yuki Kajiura LIVE Vol.#８ “Spring 2012″                                                 | 3/16 渋谷公会堂 3/17 渋谷公会堂 4/8 なんばHatch | 梶浦由記 Vocal:KAORI/WAKANA/KEIKO/YURIKO KAIDA Guitar:是永巧一, Bass:高橋“Jr”知治, Drums:佐藤強一, Violin:今野均, Manipurator:大平佳男 Guest Vocal:伊東えり / 戸丸華江 Guest Musician:Flute:赤木りえ |
| 2012 | Yuki Kajiura LIVE Vol.#9 “three days special”                                           | 8/31 新国立劇場・中ホール DAY-1 日本語オンリーSpecial@Fiction Junction 9/1 新国立劇場・中ホール DAY-2 Sound Track Special 9/2 新国立劇場・中ホール DAY-3 日本語封印 Special | 梶浦由記 Vocal:KAORI/KEIKO/WAKANA/YURIKO KAIDA（8/31,9/2） Guitar:是永巧一, Bass:高橋“Jr”知治, Drums:佐藤強一, Violin:今野均, Manipulator:大平佳男 Guest Vocal:笠原由里（9/2）/and more… Guest Musician: Flute:赤木りえ（9/1,2）,Accordion:かとうかなこ（9/1） |
| 2012 | Yuki Kajiura LIVE Vol.#9 "渋公 Special"                                                 | 9/9 渋谷公会堂 | 梶浦由記 Vocal:KAORI/WAKANA/KEIKO/YURIKO KAIDA Guitar:是永巧一, Bass:高橋“Jr”知治, Drums:佐藤強一, Violin:藤堂昌彦, Manipurator:大平佳男 Guest Vocal:戸丸華江, ASUKA(結城アイラ) |
| 2013 | Yuki Kajiura LIVE Vol.#10 “Kaji Fes.2013″                                               | 5/11 東京国際フォーラム・ホールＡ | 梶浦由記 Vocal:KAORI/KEIKO/WAKANA/YURIKO KAIDA Kalafina FictionJunction YUUKA Guitar:是永巧一, Bass:高橋“Jr”知治, Drums:佐藤強一,Violin:今野均, Key:櫻田泰啓, Manipurator:大平佳男 Guest Vocal:Emily Bindiger/笠原由里/伊東えり/戸丸華江/Remi/ASUKA(結城アイラ) Guest Musician: Flute:赤木りえ, Accordion:佐藤芳明 |
| 2013 | Yuki Kajiura LIVE 番外編”香港＆台場”                                                    | 9/20 九龍湾国際展貿中心6階展貿廳3 9/25 Zepp DiverCity 9/26 Zepp Divercity | 梶浦由記 Vocal:KAORI/KEIKO/WAKANA/YURIKO KAIDA Guitar:是永巧一, Bass:高橋“Jr”知治, Drums:佐藤強一, Violin:今野均, Manipurator:大平佳男 |
| 2014 | Yuki Kajiura LIVE Vol.#11 “elemental”                                                   | FictionJunction YUUKA 2Days Special 2/8 中野サンプラザ 2/9 中野サンプラザ Yuki Kajiura LIVE Vol.#11 “”elemental”” 2/22 NHK大阪ホール 2/23 NHK大阪ホール 3/9 仙台市民会館大ホール 3/16 札幌市教育文化会館大ホール 3/22 大宮ソニックシティ 3/29 日本特殊陶業市民会館ビレッジホール 4/5 福岡国際会議場メインホール 4/20 NHKホール | FictionJunction YUUKA 2Days Special 梶浦由記 Vocal:Yuuka, Cho:Yuriko Kaida/Hikaru Guitar:是永巧一, Bass:高橋“Jr”知治, Drums:佐藤強一, Violin:今野均, Manipurator:大平佳男 Guest Musician: Flute:赤木りえ(2/8), Accordion:かとうかなこ(2/9) Yuki Kajiura LIVE Vol.#11 ""elemental"" 梶浦由記 Vocal:KAORI/KEIKO/WAKANA/YURIKO KAIDA Guitar:是永巧一, Bass:高橋“Jr”知治, Drums:佐藤強一,Violin:今野均, Flute:赤木りえ, Manipurator:大平佳男 |
| 2015 | Yuki Kajiura LIVE Vol.#12 “7 days & Orchard special”                                    | 6/10 東京国際フォーラムホールC DAY-1 日本語オンリーSpecial＠FictionJunction 6/11 東京国際フォーラムホールC DAY-2 日本語封印Special 6/12 東京国際フォーラムホールC DAY-3 Sound Track Special 6/13 東京国際フォーラムホールC DAY-4 Sound Track Special 6/13 東京国際フォーラムホールC DAY-4 日本語オンリーSpecial＠FictionJunction 6/14 東京国際フォーラムホールC DAY-5 日本語封印Special 6/20 大阪 NHKホール DAY-6 日本語オンリーSpecial＠FictionJunction 6/21 大阪 NHKホール DAY-7 Sound Track Special 6/21 大阪 NHKホール DAY-7 日本語封印Special 7/18 Bunkamura オーチャードホール 7/19 Bunkamura オーチャードホール | 梶浦由記 Guitar:是永巧一, Bass:高橋“Jr”知治, Drums:佐藤強一,Violin:今野均, Flute:赤木りえ, Manipurator:大平佳男 Vocal:KAORI/KEIKO/WAKANA/YURIKO KAIDA [日本語オンリーSp.,日本語封印Sp、7/18,19] Vocal:戸丸華江/Remi [日本語封印Sp.、7/18,19] Vocal:笠原由里 [Sound track sp.(6/13、6/21)、7/19] Vocal:伊東えり[Sound track sp.(6/12)、7/18] -今野均strings-: (Violin:今野均/藤堂昌彦, Viola:生野正樹, Cello:西方正輝)[7/18,19] Percussion:中島オバヲ[Sound track sp.、7/18,19] Accordion:佐藤芳明[Sound track sp.、7/18,19] Uileann Pipes:中原直生[Sound track sp.、7/18,19] |
| 2016 | Yuki Kajiura LIVE Vol.#13 “～featuring SWORD ART ONLINE                                 | 3/21 東京国際フォーラムホールA 3/26 大阪 NHKホール 3/27 大阪 NHKホール | 梶浦由記 Vocal:Remi/KAORI/WAKANA/YURIKO KAIDA Guitar:是永巧一, Bass:高橋“Jr”知治, Drums:佐藤強一,Flute:赤木りえ, Percussion:中島オバヲ,今野均 Strings:（Violin:今野均, Violin:藤堂昌彦, Viola:生野正樹, Cello:西方正輝）,Horn:岡本彬/丹羽裕樹, Manipurator:大平佳男 |
| 2018 | Yuki Kajiura LIVE vol.#14 “25th Anniversary Special”                                    | 6/30 舞浜アンフィシアター 7/1 舞浜アンフィシアター 7/12 NHK大阪ホール 7/15 舞浜アンフィシアター 7/22 中野サンプラザホール (追加公演) | 梶浦由記 Vocal:KAORI/YURIKO KAIDA/Joelle Vocal:笠原由里(7/15)/伊東えり(7/12)/戸丸華江(6/30)/Remi(7/1) ASUKA(結城アイラ) (6/30,7/12,15) Guitar:是永巧一, Bass:高橋“Jr”知治, Drums:佐藤強一,Violin:今野均(7/12,15)/城元絢花6/30,7/1), Flute:赤木りえ, Manipulator:大平佳男 |
| 2019 | Yuki Kajiura LIVE TOUR vol.#15 〜Soundtrack Special at the Amphitheater〜               | 6/15 舞浜アンフィシアター 6/16 舞浜アンフィシアター | 梶浦由記 Guitar:是永巧一, Cello:西方正輝,Flute:赤木りえ,Percussion:中島オバヲ,Accordion:佐藤芳明, Uilleann Pipes:中原直生,Manipulator:大平佳男 Vocal:Remi (6/15)/伊東えり (6/16) |
| 2019 | Yuki Kajiura LIVE TOUR vol.#15 〜The Junctions of Fiction 2019〜                        | 6/28 市川市文化会館 7/6 名古屋市公会堂 7/7 名古屋市公会堂 7/20 NHK大阪ホール 7/21 NHK大阪ホール 8/2 国家会展中心(上海)虹館EH ―NECC HONG ARENA、Shanghai― (上海公演) 8/4 AsiaWorld-Expo Runway 11 (香港公演) 8/11 中野サンプラザホール 8/16 中野サンプラザホール 8/17 中野サンプラザホール (追加公演) 8/25 TICC台北國際會議中心 (台湾公演) | 梶浦由記 Vocal:KAORI/KEIKO/YURIKO KAIDA/Joelle Guitar:是永巧一, Bass:高橋“Jr”知治, Drums:佐藤強一,Violin:今野 均, Flute:赤木りえ, Percussion:中島オバヲ, Manipulator:大平佳男 Guest Vocal:笠原由里(6/28)/戸丸華江(7/6)/笠原由里(7/7)/戸丸華江(7/20)/ASUKA(結城アイラ)(7/21, 8/17)/Aimer(8/11)/伊東えり(8/17)/Remi(8/17)/ASCA(8/17)/石川智晶(secret guest)(8/17) |
| 2020 | Yuki Kajiura LIVE 番外編 ～STUDIO配信LIVE vol.#1 reprise!                               | 9/19 配信メディア：Streaming+ | 梶浦由記 Vocal:KAORI/KEIKO/YURIKO KAIDA/Joelle Guitar:是永巧一, Bass:高橋“Jr”知治, Drums:佐藤強一, Violin:今野 均,Percussion:中島オバヲ, Manipulator:大平佳男 |
| 2021 | Yuki Kajiura LIVE vol.#16 ～Soundtrack Special at the Amphitheater～                    | 6/5 舞浜アンフィシアター 6/6 舞浜アンフィシアター | 梶浦由記 Guitar:是永巧一, Bass:高橋“Jr”知治, Drums:佐藤強一, Violin:今野 均,Cello:奥泉貴圭.Flute:赤木りえ,Percussion:中島オバヲ,Keyboards:櫻田泰啓,Accordion:佐藤芳明, かとうかなこ(7/18大阪公演のみ),Uilleann Pipes:中原直生,Manipulator:大平佳男 Guest Vocal：Shaylee Mary (6/5), 伊東えり (6/6, 7/18) 【Special Guest】Painter：YORKE.(OLDCODEX / Rest of Childhood) |
| 2021 | Yuki Kajiura LIVE vol.#16 ～Soundtrack Special at the NHK OSAKA Hall～                  | 7/18 NHK大阪ホール | 梶浦由記 Guitar:是永巧一, Bass:高橋“Jr”知治, Drums:佐藤強一, Violin:今野 均,Cello:奥泉貴圭.Flute:赤木りえ,Percussion:中島オバヲ,Keyboards:櫻田泰啓,Accordion:佐藤芳明, かとうかなこ(7/18大阪公演のみ),Uilleann Pipes:中原直生,Manipulator:大平佳男 Guest Vocal：Shaylee Mary (6/5), 伊東えり (6/6, 7/18) 【Special Guest】Painter：YORKE.(OLDCODEX / Rest of Childhood) |
| 2021 | Yuki Kajiura LIVE vol.#16 ～Sing a Song Tour～                                          | 6/13 神奈川県民ホール 大ホール 6/26 NHK大阪ホール 6/27 NHK大阪ホール 7/10 名古屋市公会堂 7/11 名古屋市公会堂 7/28 中野サンプラザホール 7/29 中野サンプラザホール 8/15 中野サンプラザホール | 梶浦由記 Vocal:KAORI/KEIKO/YURIKO KAIDA/Joelle Guitar:是永巧一, Bass:高橋“Jr”知治, Drums:佐藤強一,Violin:今野 均, Percussion:中島オバヲ, Manipulator:大平佳男 Violin:森本安弘(7/29東京公演のみ), Flute:赤木りえ Guest Vocal：Aimer (6/13, 6/27, 7/10, 7/28)/Hikaru(6/26, 7/11, 7/29, 8/15) |
| 2022 | Yuki Kajiura LIVE vol.#17 ～PARADE～                                                    | 6/18 TOKYO DOME CITY HALL 6/19 TOKYO DOME CITY HALL 7/2 NHK大阪ホール 7/3 NHK大阪ホール 7/9 昭和女子大学 人見記念講堂 7/10 昭和女子大学 人見記念講堂 8/11 中野サンプラザホール 8/12 中野サンプラザホール | 梶浦由記 Vocal：KAORI/KEIKO/YURIKO KAIDA/Joelle Guitar:是永巧一, Bass:高橋“Jr”知治, Drums:佐藤強一,Violin:今野 均, Flute:赤木りえ, Percussion:中島オバヲ,Manipulator:大平佳男 Guest Vocal：戸丸華江/Aimer (6/18,19)/ASCA (7/7, 10)/JUNNA (7/3,9)/rito (8/11, 12)/LINO LEIA (8/11, 12)/Hikaru (8/12) |
| 2023 | 30th Anniversary Yuki Kajiura LIVE vol.#18 〜The PARADE goes on〜                       | 7/22 大宮ソニックシティ 8/15 LINE CUBE SHIBUYA 8/16 LINE CUBE SHIBUYA 8/19 NHK大阪ホール 8/20 NHK大阪ホール | 梶浦由記 Vocal：KAORI/KEIKO/YURIKO KAIDA/Joelle/rito/LINO LEIA Guitar:是永巧一, Bass:高橋“Jr”知治, Drums:佐藤強一,Violin:今野 均, Flute:赤木りえ, Percussion:中島オバヲ,Manipulator:大平佳男 |
| 2023 | 30th Anniversary Yuki Kajiura LIVE vol.#19「Kaji Fes. 2023」                            | 12/8 日本武道館 12/9 日本武道館 | 梶浦由記 Vocal：KAORI/KEIKO/YURIKO KAIDA/Joelle/rito/LINO LEIA Guitar:是永巧一, Bass:高橋“Jr”知治, Drums:佐藤強一,Strings:今野 均Strings(Violin:今野均、藤堂昌彦、Viola：小林知弘、Cello：奥泉貴圭),Flute:赤木りえ, Percussion:中島オバヲ Accordion:佐藤芳明,Uilleann pipes:中原直生, Manipulator:大平佳男, 12/8 Guest Vocal：Aimer/笠原由里/Revo/Remi 12/9 Guest Vocal：ASCA/伊東えり/KOKIA/戸丸華江/JUNNA/Hikaru/結城アイラ |
| 2024 | Yuki Kajiura LIVE vol.＃20 ～日本語封印 20th Special～                                  | 6/2 昭和女子大学 人見記念講堂 6/9 神奈川県民ホール 6/23 LINE CUBE Shibuya 6/30 NHK大阪ホール 7/6日本特殊陶業市民会館ビレッジホール 8/3 大宮ソニックシティ 大ホール | ピアノ・コーラス：梶浦由記 ボーカル：KAORI・KEIKO・YURIKO KAIDA・Joelle・rito・LINO LEIA・伊東えり（ゲストボーカル）・Hikaru ギター：是永巧一 ベース：高橋“Jr.”知治 ドラムス：佐藤強一 パーカッション：中島オバヲ フルート：赤木りえ ヴァイオリン：今野均 マニピュレーター：大平佳男 |

### 合同ライブ
| 年   | タイトル                                                   | 会場                                                                                      | 参加メンバー |
| ---- | ---------------------------------------------------------- | ----------------------------------------------------------------------------------------- | --- |
| 2008 | Revo(Sound Horizon)&梶浦由記 Presents『Dream Port 2008』   | 4/29 神戸ワールド記念ホール 5/6 パシフィコ横浜国立大ホール 5/15 東京国際フォーラムホールA | 梶浦由記 FictionJunction YUUKA Kalafina Vocal:KAORI/KEIKO/WAKANA/YURIKO KAIDA/笠原由里,Guitar:是永巧一, Bass:高橋“Jr”知治, Drums:野崎真助, Violin:今野均, Manipulator:大平佳男                       |
| 2019 | フライングドッグ10周年記念LIVE―犬フェス！―                 | 2/2 武蔵野の森 総合スポーツプラザ メインアリーナ                                          | 梶浦由記/FictionJunction YUUKA |
| 2019 | プリンセス・プリンシパル THE LIVE Yuki Kajiura×Void_Chords | 10/19 舞浜アンフィアシアター 10/20 舞浜アンフィアシアター                                 | 梶浦由記 Vocal:KAORI/KEIKO/YURIKO KAIDA/Joelle Guitar:是永巧一, Bass:高橋“Jr”知治, Drums:佐藤強一、Keyboards:櫻田泰啓,Percussion:中島オバヲ, Violin:城元絢花, Sax/Flute:才恵加, Manipulator:大平佳男 |
| 2022 | ソードアート・オンライン-フルダイブ-                       | 11/6 東京ガーデンシアター                                                                 | 梶浦由記/FictionJunction |
| 2023 | クランチロール・アニメアワード2023                         | 3/5 YouTubeにて生配信                                                                     | 梶浦由記/FictionJunction |
| 2023 | HIGHWAY STAR PARTY 2023                                    | 10/9 豊洲PIT                                                                              | 梶浦由記/FictionJunction |
| 2023 | NHK WORLD-JAPAN MUSIC FESTIVAL                             | 10/28 NHKホール                                                                           | 梶浦由記 Vocal:KAORI/KEIKO/Joelle/Hikaru/ASCA/ReoNa |
| 2024 | リスアニ! LIVE 2024                                        | 1/27 日本武道館                                                                           | 梶浦由記 Vocal:KAORI/KEIKO/YURIKO KAIDA/Joelle/LiSA |